# Bistrica (Gradiška)
Bistrica (szerbül: Бистрица), falu Gradiška községben, Bosznia-Hercegovinában, Bosanska krajina területén, a Szerb Köztársaságban. 

## Fekvése
Bosznia-Hercegovina északi részén, a Potkozarje területén, Banja Lukától légvonalban 42, közúton 52 km-re északra, községközpontjától légvonalban 9, közúton 13 km-re nyugatra, a Száva-folyó jobb partján fekszik ott, ahol a Bistrica-patak a Szávába ömlik. A település domborzata két részre tagolódik. A Szávamenti rész, sík, hordalékos talajú, tengerszint feletti magassága 92-120 méter. A település déli része felnyúlik a Prosara-hegység északi-északkeleti lejtőire, ahol 250 méter fölé emelkedik. A belterület mintegy 6 km-en keresztül Bistrica völgye mentén húzódik, és Gornja és Donja Bistricára oszlik. Rajtuk kívül még több, kis településből áll.

## Népessége
| Nemzetiségi csoport | Népesség 1991 | Népesség 2013 |
| ------------------- | ------------- | ------------- |
| Szerb               | 764           | 458           |
| Bosnyák             | 2             | 2             |
| Horvát              | 8             | 4             |
| Jugoszláv           | 12            | 0             |
| Egyéb               | 9             | 1             |
| Összesen            | 795           | 465           |

## Története

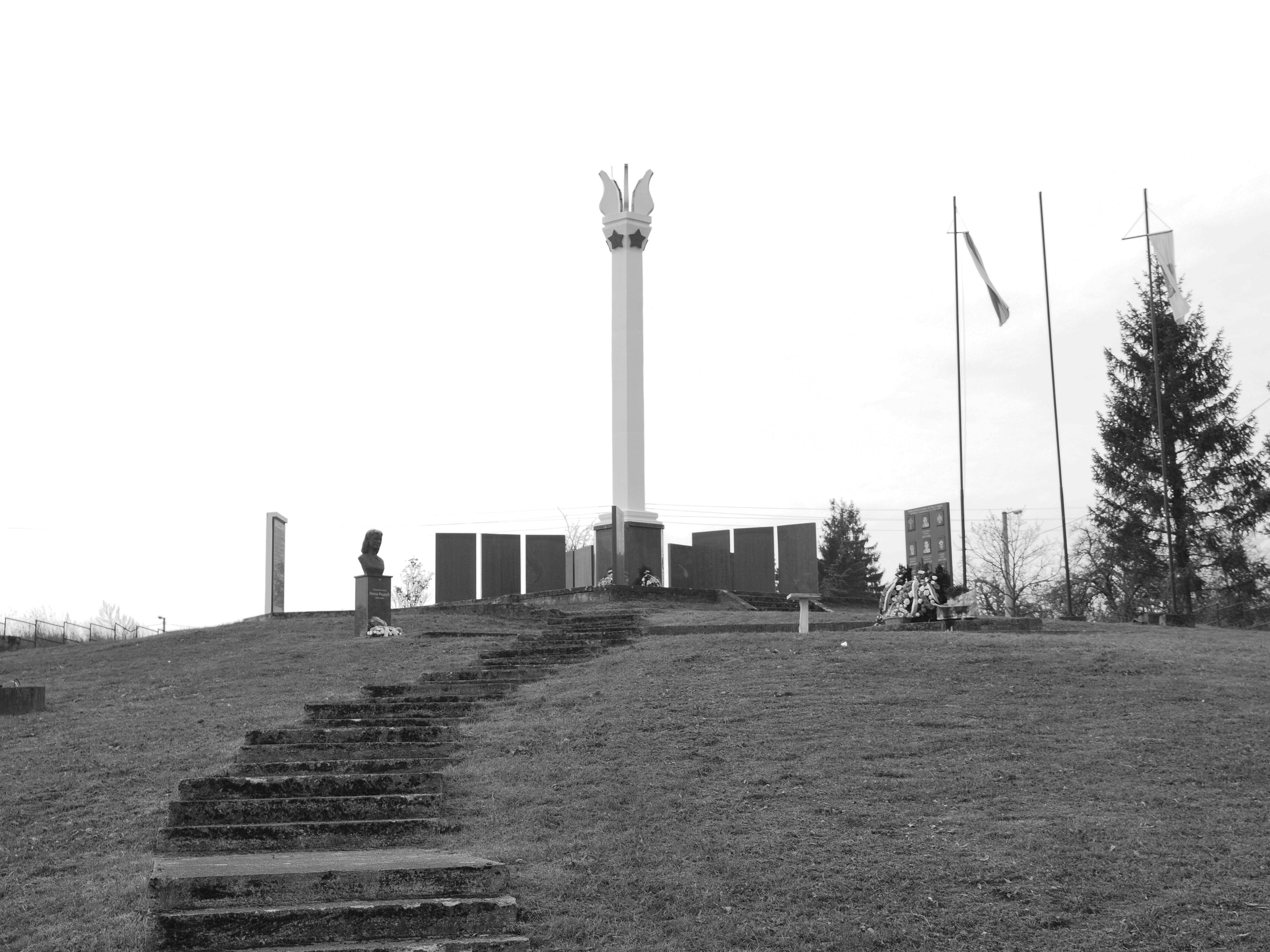
A háborúkban elesettek emlékparkja

A település a folyamatos betelepülés következtében a középkor óta létezik. A lakosság eredetileg Montenegróból és Hercegovinából származik. A település 1537 körül, Gradiška elestével került török kézre. Az oszmánok uralma alatt Gradiškához hasonlóan a kobaškai kapitányság része volt, melynek központja eredetileg Bosanski Kobašban (a mai Kobašban Srbacban) volt. Amikor Szlavóniából gyakori osztrák-magyar betörések voltak, a kapitányság székhelyét 1723-ban Kotorba, a mai Kotor-Varošba helyezték át. 
A település 1878-ig tartozott az Oszmán Birodalomhoz, ekkor a berlini kongresszus határozata alapján az Osztrák-Magyar Monarchia része lett. 1879-ben az első osztrák-magyar népszámlálás során az Orahovo községhez tartozó településnek 102 háztartása és 478 ortodox szerb lakosa volt. 1910-ben a Bosanska Gradiškai járáshoz tartozó településen 122 háztartást, 1036 ortodox szerb és 2 muszlim lakost találtak. A monarchia szétesésével 1918-ban előbb a Szerb-Horvát-Szlovén Királyság, majd 1929-től a Jugoszláv Királyság része. 1921-ben 183 háztartása és 1076 lakosa volt.
Jugoszlávia megszállása után a település a Független Horvát Állam (NDH) része lett. Lakói közül sokan csatlakoztak a Kozara-hegységben megbújó partizánokhoz. A potkozarjei falvak mintegy 3000 harcost és civilt adtak a második világháborúban harcoló népi felszabadító alakulatoknek, ebből mintegy 1500 15 év alatti gyermek volt, akiket nagyrészt usztasák öltek meg. 1945-től a település a szocialista Jugoszlávia része lett. A boszniai háború idején a település a Boszniai Szerb Köztársaság része volt. A bosznia-hercegovinai háborúban (1992-1995) Bistrica 10 lakosa vesztette életét.
A Donja Bistricához tartozó Jošikovo Voda falucskában nyolc évfolyamos iskola, több üzlet, vendéglátó és kézműves üzlet működik. A közeli Lolići faluban, ahol nagyobb az épületsűrűség, három fűrészmalom és egy strandmedence található.

## Gazdaság
Az aktív lakosság nagy része mezőgazdasággal foglalkozik.

## Nevezetességei
- A Boldogságos Szűz Mária Mennybemenetele pravoszláv templom a 20. század elején épült, de a második világháborúban az usztasák lerombolták. Később a helyi lakosság újjáépítette.

- A faluban a második világháborúban (1941-1945) és a bosznia-hercegovinai háborúban (1992-1995) elesett katonák és civilek emlékparkja található. Az emlékközpontban található Lepa Radić mellszobra is, aki a szomszédos Gašnicában született.